# Station Motspur Park
Motspur Park is een spoorwegstation van National Rail in Merton in Engeland. Het station is eigendom van Network Rail en wordt beheerd door South Western Railway. 